# Rezervația naturală Saar-Hunsrück
Rezervația naturală Saar-Hunsrück (parc natural) se întinde pe teritoriul landurilor Rheinland-Pfalz și  Saarland atingând aproape suprafața de 2000 km². Informații turistice se pot obține în  Hermeskeil. Există un proiect de amenajare a căilor de drumeție numit  "Saar-Hunsrück-Steig" pe o distanță de 170 km ce pornește de la „Saarschleife” de lângă Mettlach trece prin  Weiskirchen și Trier pe la barajul Prim, la Erbeskopf (818 m), pe lângă zidurile celților din Otzenhausen, pe lângă muntele Wildenburger Kopf și până la localitatea Idar-Oberstein.

## Galerie de imagini

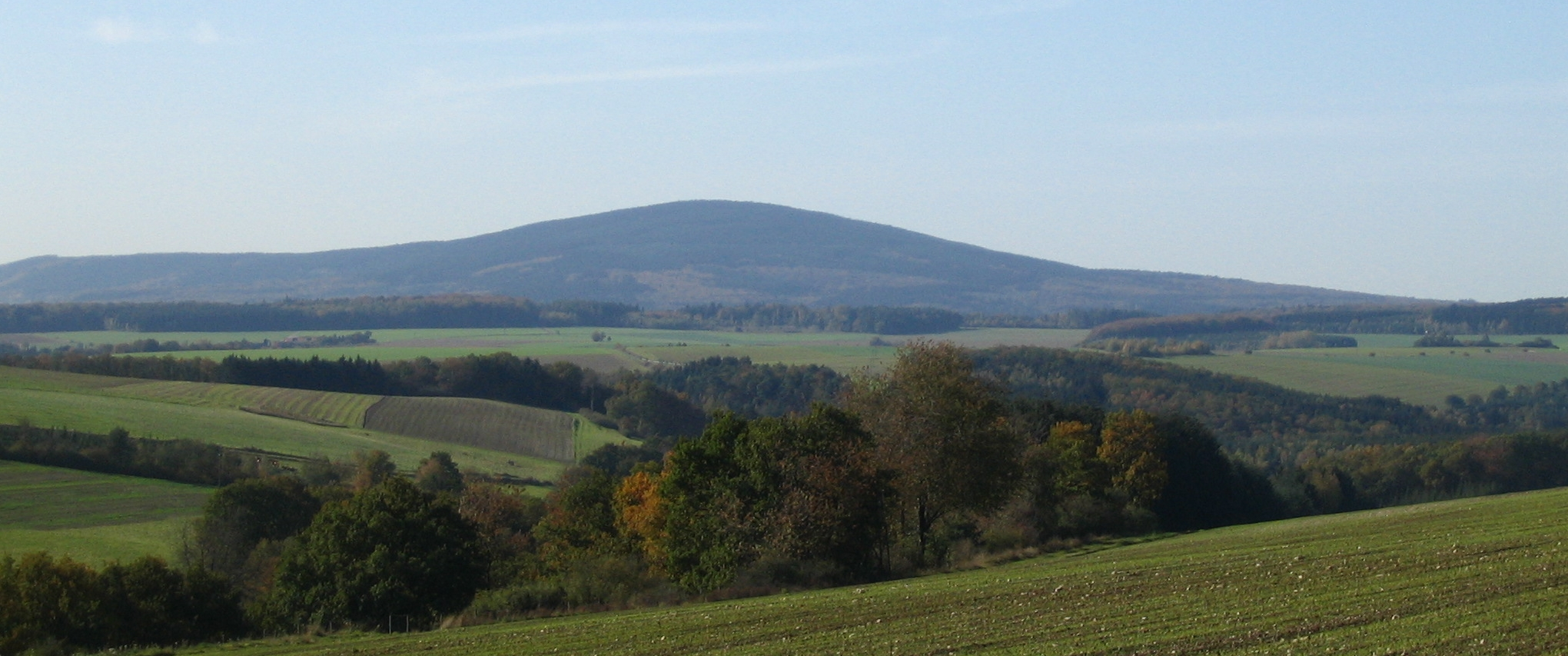
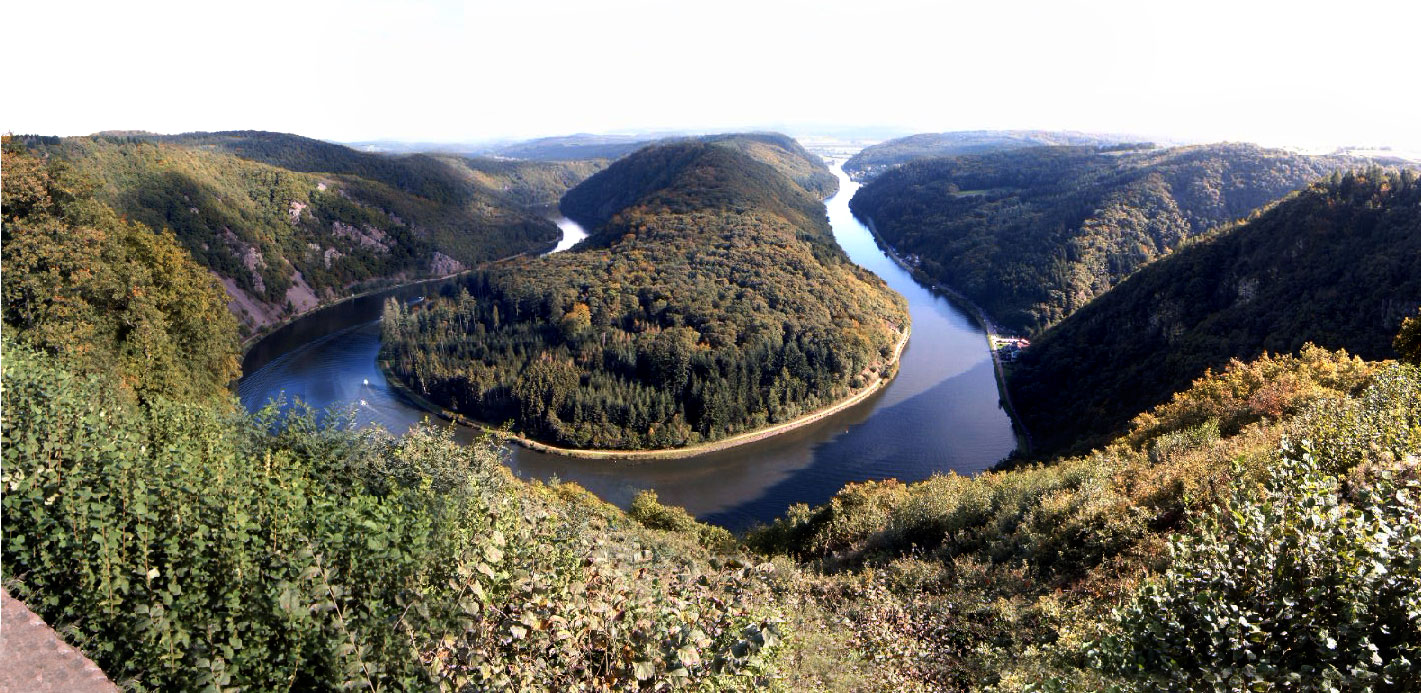
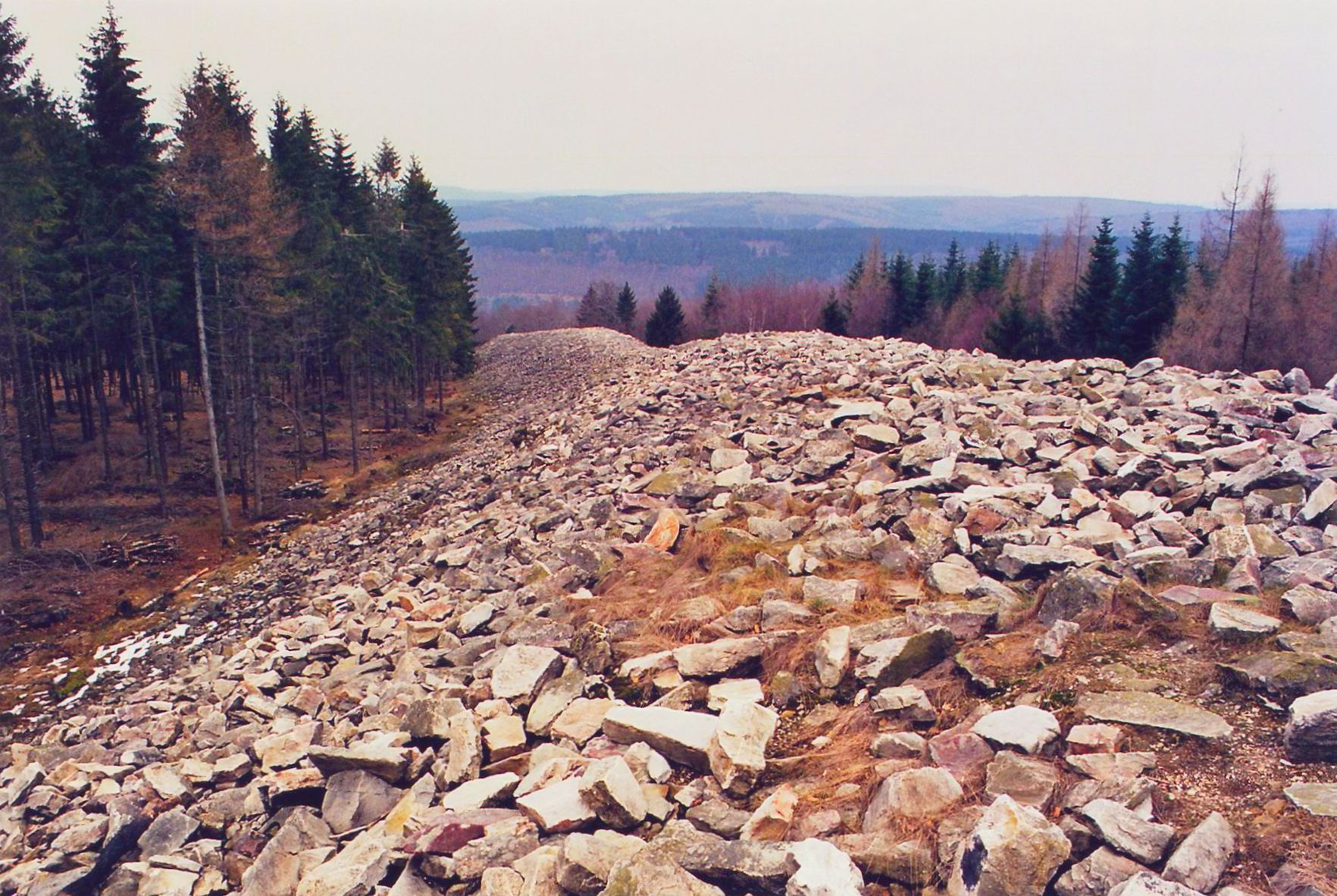
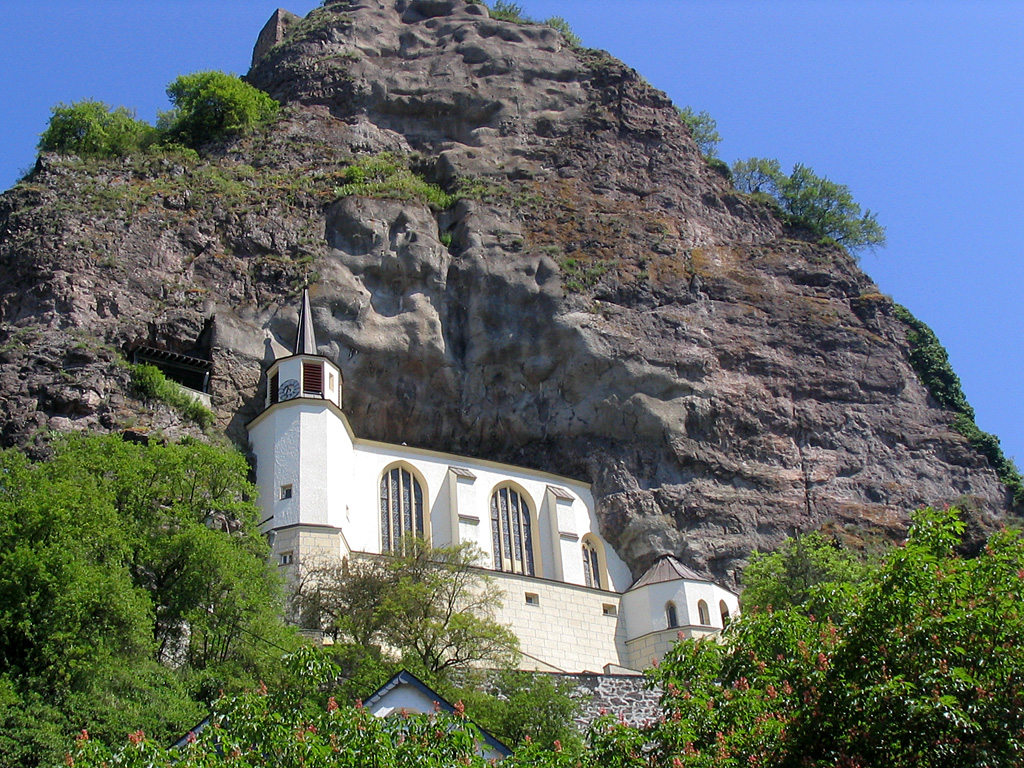

## Localități
- Baumholder
- Birkenfeld
- Dillingen/Saar
- Hermeskeil
- Idar-Oberstein
- Konz
- Merzig
- Saarburg
- Saarlouis
- St. Wendel
- Trier
- Wadern
- Losheim am See
- Nohfelden

## Ape
- Mosel
- Saar
- Ruwer
- Prims
- Nied
- Nahe
- Dhron
- Idar
- Bostalsee
- Losheimer Stausee
- Primstalsperre

## Munți
- Erbeskopf (818 m)
- Idarkopf (746 m)
- Usarkopf (724 m)
- Schimmelkopf (695 m)
- Wildenburger Kopf (674 m)